# Ameles aegyptiaca
Ameles aegyptiaca es una especie de mantis de la familia Mantidae.

## Distribución geográfica
Se encuentra en Egipto.